# Жаботинский, Анатолий Данилович
Анатолий Данилович Жаботинский (род. 17 ноября 1939) — советский и российский учёный и конструктор в области ракетостроения, участник создания стратегических ракетных комплексов подводных лодок ВМФ СССР (ГРЦ им. академика В. П. Макеева). Доктор технических наук (1999), профессор. Профессор Челябинского государственного университета, профессор Южно-Уральского государственного университета.

## Биография
Анатолий Данилович Жаботинский родился 17 ноября 1939 года.
В 1962 году окончил Челябинский политехнический институт (ЧПИ): инженер-механик.
С 1962 года — в городе Миасс Челябинской обл., в СКБ № 385 (с 1966 года — КБ машиностроения, с 1993 года — Государственный ракетный центр) на должностях от инженера до начальника экспериментально-исследовательского отдела.
Участник проектирования и экспериментальной отработки стартовых систем, систем подводного старта 2-го и 3-го поколений морских ракетных комплексов.
Кандидат технических наук (1989). Доктор технических наук (1999).
Делегат XVII съезда ВЛКСМ (1974).
С 1982 года — старший преподаватель, доцент, профессор кафедры «Прикладная газовая динамика», профессор кафедры «Прикладная механика» филиала Челябинского государственного университета в городе Миассе.
С 1986 по 1998 год — руководитель ОНИЛ «Термодинамика двухфазных сред».
С 1989 года — член Диссертационных советов при ЮУрГУ.
С 2002 года — заведующий кафедрой «Автоматические установки» Южно-Уральского государственного университета.
Учёное звание — профессор.
Автор свыше 100 научных работ, 103 изобретений, 12 из которых внедрены.

## Награды и премии
- Премия Ленинского комсомола (1972)
- Орден Трудового Красного Знамени (1984)
- Орден «Знак Почёта» (1975)
- Медаль имени академика В. П. Макеева Федерации космонавтики России
- Заслуженный работник предприятия (ГРЦ имени академика В. П. Макеева)
- Премия имени В. П. Макеева